# Xã Mission, Quận Shawnee, Kansas
Xã Mission (tiếng Anh: Mission Township) là một xã thuộc quận Shawnee, tiểu bang Kansas, Hoa Kỳ. Năm 2010, dân số của xã này là 9.365 người.